# Tony Barone
Anthony Andrew "Tony" Barone, Sr. (Chicago, 20 de julio de 1946-25 de junio de 2019) fue un entrenador de baloncesto estadounidense que dirigió durante una temporada a los Memphis Grizzlies de la NBA, y que ejerció como entrenador principal en diferentes universidades de la NCAA durante 13 años.

## Trayectoria deportiva

### Universidad
Jugó durante tres temporadas con los Blue Devils de la Universidad de Duke, en las que apenas consiguió promediar 1,5 puntos y 0,6 rebotes por partido.

### Entrenador universitario
Comenzó su etapa como entrenador en su alma mater en 1972 como asistente, de donde pasó a ejercer el mismo rlo en los Bradley Braves durante siete temporadas. En 1985 firmó como entrenador principal en la Universidad de Creighton, con los que fue elegido Entrenador del Año de la Missouri Valley Conference en 1989.
Dirigió al equipo durante seis temporadas, en las que consiguió 102 victorias y 82 derrotas. En 1991 fichó como entrenador principal en la  Universidad de Texas A&M, donde después de llevar a los Aggies al National Invitation Tournament fue elegido entrenador del año de la Southwestern Conference. Disputó 7 temporadas, en las que consiguió 76 victorias por 120 derrotas.

### Entrenador NBA
En 2002 entró a formar parte de los entrenadores asistentes de Hubie Brown en los Memphis Grizzlies, donde permaneció dos temporadas. En la temporada 2006-07 reemplazó a Mike Fratello como entrenador principal, tras un mal arranque de 6 victorias y 24 derrotas. Acabó logrando 26 victorias y 36 derrotas.

#### Estadísticas
| Equipo  | Temp.   | P  | V  | D  | %V-D | Finalizó       | PP | VP | DP | %V-DP | Resultado |
| ------- | ------- | -- | -- | -- | ---- | -------------- | -- | -- | -- | ----- | --------- |
| Memphis | 2006–07 | 52 | 16 | 36 | .308 | 5º en Sudoeste | —  | —  | —  | —     |           |
| Total   |         | 52 | 16 | 36 | .308 |                |    |    |    |       |           |